# Distribuição de graus
No estudo de Grafos e Redes Complexas, o grau de um nó em uma rede é o número de conexões que esse nó tem com outros nós, e a Distribuição de Graus é a distribuição de probabilidade dos graus dos nós de toda a rede.

## Definição
O grau de um nó em uma rede é o número de conexões que este nó faz com outros nós. As arestas de uma rede podem ser direcionadas (orientadas) ou não direcionadas. O primeiro caso ocorre quando a aresta de um nó do grafo aponta para outro nó com direção especificada. Já nas redes não direcionadas, as arestas não possuem orientação, permitindo fluxo nos dois sentidos . Nas redes direcionadas, existem dois tipos de graus distintos: o grau de entrada, que é a quantidade de arestas orientadas para o nó, e o grau de saída, que é a quantidade de arestas orientadas no sentido de saída do nó. Nas redes não direcionadas, o grau de um nó é simplesmente o número de arestas conectadas ao nó.
A distribuição de graus {\displaystyle P(k)} de uma rede é definida pela fração de nós na rede com grau {\displaystyle k}. Então, supondo que uma rede tenha {\displaystyle n} nós e que tenha {\displaystyle n_{k}} nós com grau {\displaystyle k}, temos {\displaystyle P(k)={\frac {n_{k}}{n}}}.
A distribuição de graus é uma peça fundamental para a modelagem de redes, pois através dela pode-se determinar, por exemplo, se uma rede é livre de escala  ou analisar a robustez  de uma rede.

## Distribuições
É possível construir redes que se comportam como redes reais a partir da escolha da distribuição de graus. Vamos detalhar características de três distribuições  muito utilizadas: distribuição de Poisson, Exponencial e Lei de Potência (encontrada em redes Livres de Escala).

### Poisson
A distribuição de Poisson é uma distribuição de probabilidade que consegue representar uma série de redes, sendo especialmente útil para as redes modeladas como grafo aleatório. Em um grafo aleatório (por exemplo, o modelo de Erdős-Rényi ), a distribuição de graus segue a distribuição binomial, porém em casos onde o número de nós da rede {\displaystyle N} é muito maior que o grau médio da rede {\displaystyle \langle k\rangle }, pode-se aproximar a distribuição binomial com a distribuição de Poisson. Uma distribuição de graus seguindo um modelo de Poisson é descrita por:
{\displaystyle P(k)=e^{-\langle k\rangle }{\frac {{\langle k\rangle }^{k}}{k!}}}, onde {\displaystyle \langle k\rangle } é o grau médio da rede.
Redes reais, como a internet, redes sociais e redes biológicas raramente tem um comportamento de Poisson, pois esta distribuição tende a subestimar a frequência de nós com alto grau .

### Exponencial
A distribuição de graus exponencial é encontrada em diversas redes reais . Nos modelos exponenciais o grau máximo ({\displaystyle k_{max}}) evolui lentamente com o tamanho da rede, guardando uma relação logarítmica de crescimento com relação à quantidade de nós ({\displaystyle N}) da rede. Apesar disso, ainda exibe um crescimento de {\displaystyle k_{max}} maior que os modelos de Poisson, ou seja, quanto maior a rede, maior o grau máximo dela, mesmo que o crescimento aqui seja logarítmico. Apesar de maior que os modelos de Poisson, o crescimento do grau máximo de um modelo exponencial não é tão grande quanto em redes modeladas como redes livres de escala.
O modelo exponencial de distribuição de graus pode ser escrito como:
{\displaystyle P(k)=Ce^{-\lambda k}}

### Lei de Potência (Redes Livres de Escala)
Diversos estudos sobre este modelo foram feitos e popularizados por Albert Barabási. Este tipo de distribuição representa bem um número muito elevado de redes, entre elas a internet.  As redes modeladas como livres de escala possuem distribuição de graus que acompanha uma lei de potência:
{\displaystyle P(k)=Ck^{-\gamma }},
onde {\displaystyle \gamma } é chamado de expoente da rede.
O valor de {\displaystyle \gamma } vai depender de cada rede. Este parâmetro é importante para a determinação de algumas características de redes livres de escala. Este tipo de rede é a inspiração para o modelo de Barabási–Albert (BA), que produz redes livres de escala, com distribuição de lei de potência.